# Siemomysl d’Inowrocław
Siemomysl d'Inowrocław (en polonais Siemomysł inowrocławski), de la dynastie des Piasts, est né entre 1245 et 1250, et décédé en 1287. Il est le second fils de Casimir Ier de Cujavie et de Constance (en), la fille d'Henri II le Pieux de Silésie.
Il a été duc d'Inowrocław (de 1267 à 1271 et de 1278 à 1287) et duc de Bydgoszcz (de 1267 à 1268 et de 1278 à 1287).
Lorsque Casimir Ier de Cujavie décède en 1267, son duché est partagé entre ses fils. Siemomysl hérite de la petite région d'Inowrocław. Ayant besoin d'alliés, il accompagne le roi Ottokar II de Bohême dans sa croisade contre la Lituanie païenne. C'est sans doute à cette occasion qu'il se rapproche aussi des Chevaliers teutoniques et de Sambor II, le duc de Tczew, ce qui lui apporte très vite de gros ennuis dans son propre duché avec les nobles qui se révoltent.
Ce qui provoque cette rébellion, c'est l'arrivée à Inowrocław d'Allemands provenant de la cour de Sambor II, devenu le beau-père de Siemomysl en 1268, à qui on offre des postes importants et rémunérateurs. Les nobles appellent Boleslas le Pieux à la rescousse. Boleslas s'empare de Bydgoszcz pendant que Siemomysl se réconcilie avec ses sujets.
En 1271, Siemomysl donne asile à Warcisław II de Gdańsk et entre dans la guerre qui oppose Sambor II à Mestwin II de Poméranie, ce qui provoque une nouvelle révolte des nobles. Boleslas le Pieux envahit le duché d'Inowrocław et Siemomysl doit s'exiler. Ce n'est qu'en 1278 qu'il revient au pouvoir à la suite d'un accord conclu à Ląd. Boleslas le Pieux et Lech II le Noir lui rendent son duché contre la promesse qu'il renvoie tous les Allemands de son entourage. L'abandon de la politique proallemande conduit Siemomysl à s'allier en 1284 avec son frère Lech II le Noir contre les Teutoniques. 
Au cours de son règne, Siemomysl a accordé les droits urbains à plusieurs localités de son duché. 
De son mariage avec Salomé, la fille de Sambor II, il a eu trois fils (Lech d'Inowrocław, Przemysl d'Inowrocław et Casimir III de Gniewkowo) et trois filles. 
Siemomysl s'est éteint en 1287 et a sans doute été inhumé à Inowrocław. 